# Żegnajcie najmilsze lata. Nagrania archiwalne z lat 1964–1966
Żegnajcie najmilsze lata. Nagrania archiwalne z lat 1964–1966 – album kompilacyjny zawierający komplet zachowanych i nigdy niepublikowanych nagrań zespołu Nastolatki. Płyta ukazała się nakładem wydawnictwa Kameleon Records w 2017 roku.
We wczesnym okresie działalności Nastolatki prezentowały głównie utwory instrumentalne nawiązujące do stylu The Shadows. Później muzyka wrocławskiej formacji ewoluowała w kierunku muzyki rockowej. 
Ostre partie wokalne, przesterowane partie gitar, garażowe brzmienie i melodyka, stały się znakiem rozpoznawczym grupy. Zespół czerpał z amerykańskiego garage beatu i brytyjskiego rhythm and bluesa.
Materiał został zremasterowany z radiowych taśm matek oraz z najlepiej zachowanych kopii z archiwum lidera grupy Aleksandra Nowackiego.   

## Lista utworów[2]

### Nagrania studyjne
1. „Grają Nastolatki” – 1:23
2. „Z miejsca na miejsce” – 2:04
3. „Żegnajcie najmilsze lata” – 2:13
4. „Pozdrowienia od synka” – 3:01
5. „Mieszkam sobie na poddaszu” – 1:56
6. „Zabawa” – 3:29
7. „Dość kłamstwa” – 3:51
8. „Zmienisz się” – 2:43

### Nagrania koncertowe
1. „Wciąż przed siebie” (Opole 1964) – 2:30
2. „Cztery słońca” (Opole 1964) – 2:20
3. „Zawsze sam” (WFMN, Gdańsk – 1966) – 2:19
4. „I znowu wokół szary dzień” (WFMN, Gdańsk – 1966) – 3:53
5. „Dość kłamstwa” (WFMN, Gdańsk – 1966) – 4:06

### Nagrania dodatkowe
1. „Podkład instrumentalny #1” – 2:19
2. „Podkład Instrumentalny #2” – 2:35
3. „Podkład Instrumentalny #3” – 2:44

## Składy zespołu[2]
- Aleksander Nowacki – śpiew, gitara
- Mieczysław Misiewicz (1-10, 14-16) – gitara
- Adam Szladow – gitara, śpiew (7-8, 11-13)
- Bronisław Minałta (1-10, 14-16), Natan Walden (7-8, 11-13) – gitara basowa
- Bronisław Wolański (1-10, 14-16), Adam Bielawski (7-8, 11-13) – perkusja

## Opracowanie[1]
- Redakcja, mastering, opracowanie graficzne – Paweł Nawara
- Koordynator projektu – Marek Trepko
- Kolorowanie i obróbka zdjęć – Katarzyna Jasińska